# Skelhøje
Skelhøje är en ort i Danmark.  Den ligger i Viborgs kommun och Region Mittjylland. Skelhøje ligger 76 meter över havet och antalet invånare är 511.
Närmaste större samhälle är Viborg, 12 km nordost om Skelhøje. 